# Bulimie
Bulimie (bulimia nervosa) je jedna z poruch příjmu potravy. Spočívá v záchvatovitém přejídání a snaze tomuto čelit – úmyslným vyvrhováním potravy, ale také vyvoláváním průjmu, užíváním anorektik či jiných látek k hubnutí se snahou, aby postižený netloustl. Projevuje se zejména u dívek (žen) ve věku 13–18 let, není však výjimkou ani ve vyšším věku a u mužů. Bulimie se léčí pomocí psychoterapie.

## Zkoumání poruchy
Slovo bulimie pochází z latiny (būlīmia), což pochází z řeckého βουλιμία (boulīmia), což je složenina z βους (bous), býk + λιμός (līmos), hlad. Jako první ji takto pojmenoval Galén (2. století n.l), ke specifikaci choroby jinak nazývané „vlčí hlad“. Okolo roku 1979 londýnský psychiatr Gerald Russell oddělil jistý počet pacientek trpících anorexií, které trpěly „zákeřnou obměnou“ této choroby. Ta tkvěla v občasném záchvatovém přejídání a ztrátě kontroly nad množstvím zkonzumovaných potravin.
Důkladnější studie poté ukázaly, že cca 40 % anorektiček trpí občasnými záchvaty přejídání a existují osoby, které netrpí anorexií, ale přesto se také často přejídají (třeba i častěji než dvakrát týdně) a tato situace trvá déle než tři měsíce. Bylo tedy jasné, že tyto osoby trpí úplně jinou nemocí, která byla nazvána bulimií (žravostí) a později označena jako žravost psychická (mentální) – (bulimia nervosa).

## Charakteristika
Bulimie je psychickým onemocněním, které se projevuje přejídáním a následným vyvrhováním. Bulimie může způsobit vypadání zubů či nehtů a někdy i úplnou slepotu.
Je nutné oddělit toto onemocnění od obžerství. Postižení bulimií, ačkoli si uvědomují svou ztrátu kontroly nad vlastním stravováním, se přejídají velice často, kdy se snaží hned poté (s pocitem viny z toho, že opět zklamali sami sebe a podlehli žravosti) aplikovat nejrůznější nebezpečné drastické diety, přehnané cvičení, zvracení, hladovění, užívání různých projímadel, aby se co nejdříve zbavili zkonzumovaných potravin (kalorií). Proto je bulimie zdraví nebezpečná.
Často je propojena s mentální anorexií, avšak u této nemoci samotné se nevyskytuje závažný úbytek hmotnosti a trvalá amenorrhoea.

## Příčiny
Navzdory úporné snaze o štíhlou postavu, při bulimii, podobně jako u mentální anorexie, tu jde především o snahu tímto způsobem řešit různé duševní a emocionální problémy. Může jít například o rodinné problémy, nepřijetí vrstevníky, touhu po ideální postavě, různé nepříjemné a traumatizující zážitky, např. šikana, zanedbávaní, úmrtí v rodině, sexuální zneužívání. Oběti sexuálního násilí mají často narušený vztah k vlastnímu tělu. Porucha příjmu potravy tak může sloužit jako obrana před traumatem, ovšem neměli bychom z toho vyvozovat závěr, že každý, kdo trpí bulimií, byl sexuálně zneužitý.
Zejména na mladé lidi také mají vliv média, která určují jistý ideál krásy. Pak mnohé z těchto nejistých či labilních osob mají negativní vztah k vlastnímu tělu.